# Rivière Cadillac
Rivière Cadillac är ett vattendrag i Kanada.   Det ligger i provinsen Québec, i den sydöstra delen av landet, 400 km nordväst om huvudstaden Ottawa.
Omgivningarna runt Rivière Cadillac är en mosaik av jordbruksmark och naturlig växtlighet. Runt Rivière Cadillac är det mycket glesbefolkat, med 5 invånare per kvadratkilometer.